# Super Proton Synchrotron
Super Proton Synchrotron (SPS) je urychlovač částic synchrotronového typu v Evropské organizaci pro jaderný výzkum. Je umístěn v kruhovém tunelu, který má 6,9 kilometrů (4,3 mi) v obvodu a nachází se na hranici Francie a Švýcarska poblíž Ženevy.

## Historie

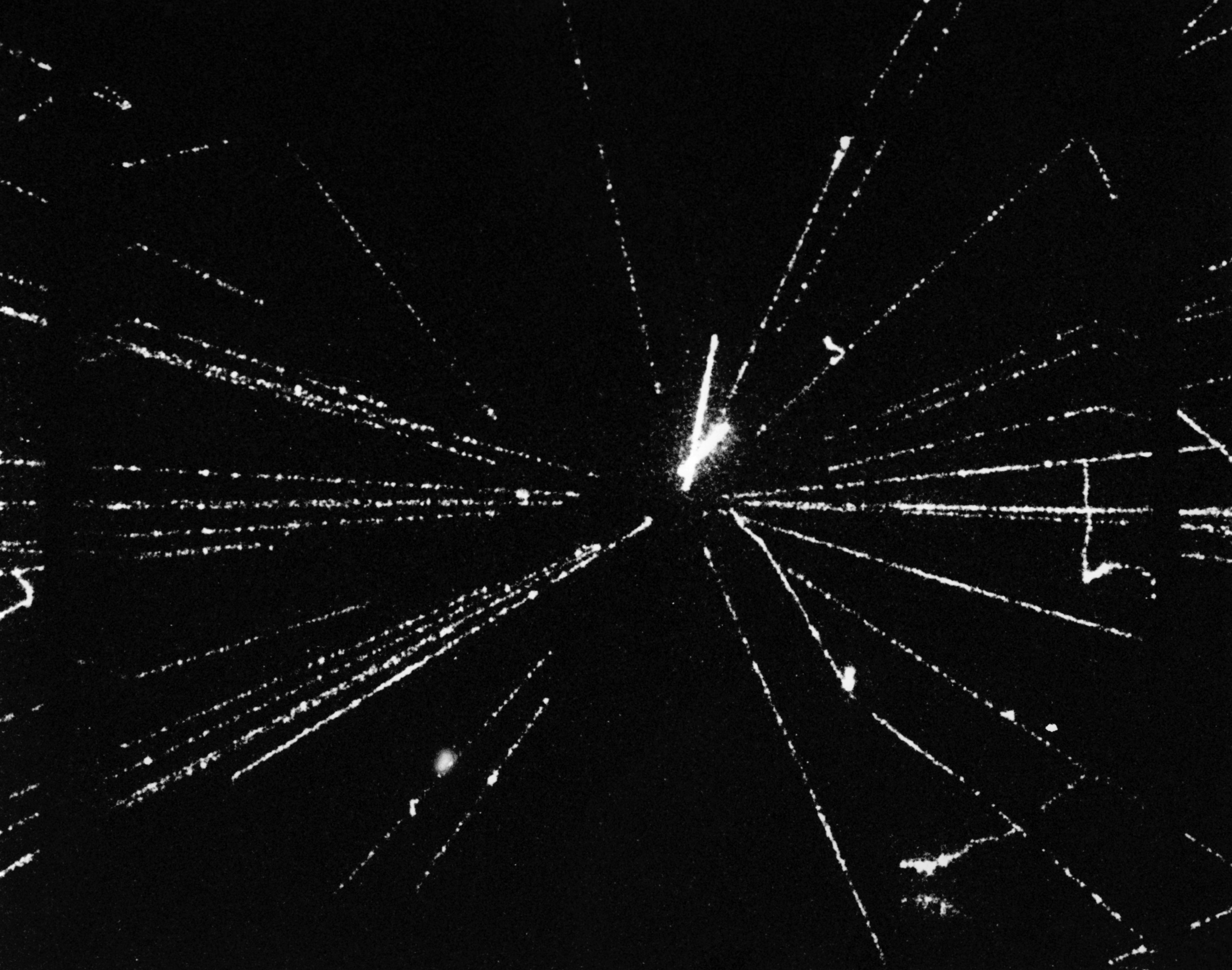
Kolize protonů a antiprotonů v UA5 experimentu v Super Proton Synchrotronu v roce 1982

Super Proton Synchrotron byl navržen týmem pod vedením Johna Adamse, generálního ředitele organizace, později byl znám jako Laboratoř II. Původně byl navržen pro energie 300 GeV, nakonec byl urychlovač postaven skutečně na energie 400 GeV. Provozní energie byla dosažena v den oficiálního uvedení do provozu 17. června 1976. Nicméně v té době byla tato energie již překročena ve Fermilabu, který dosáhl energie 500 GeV 14. května 1976.

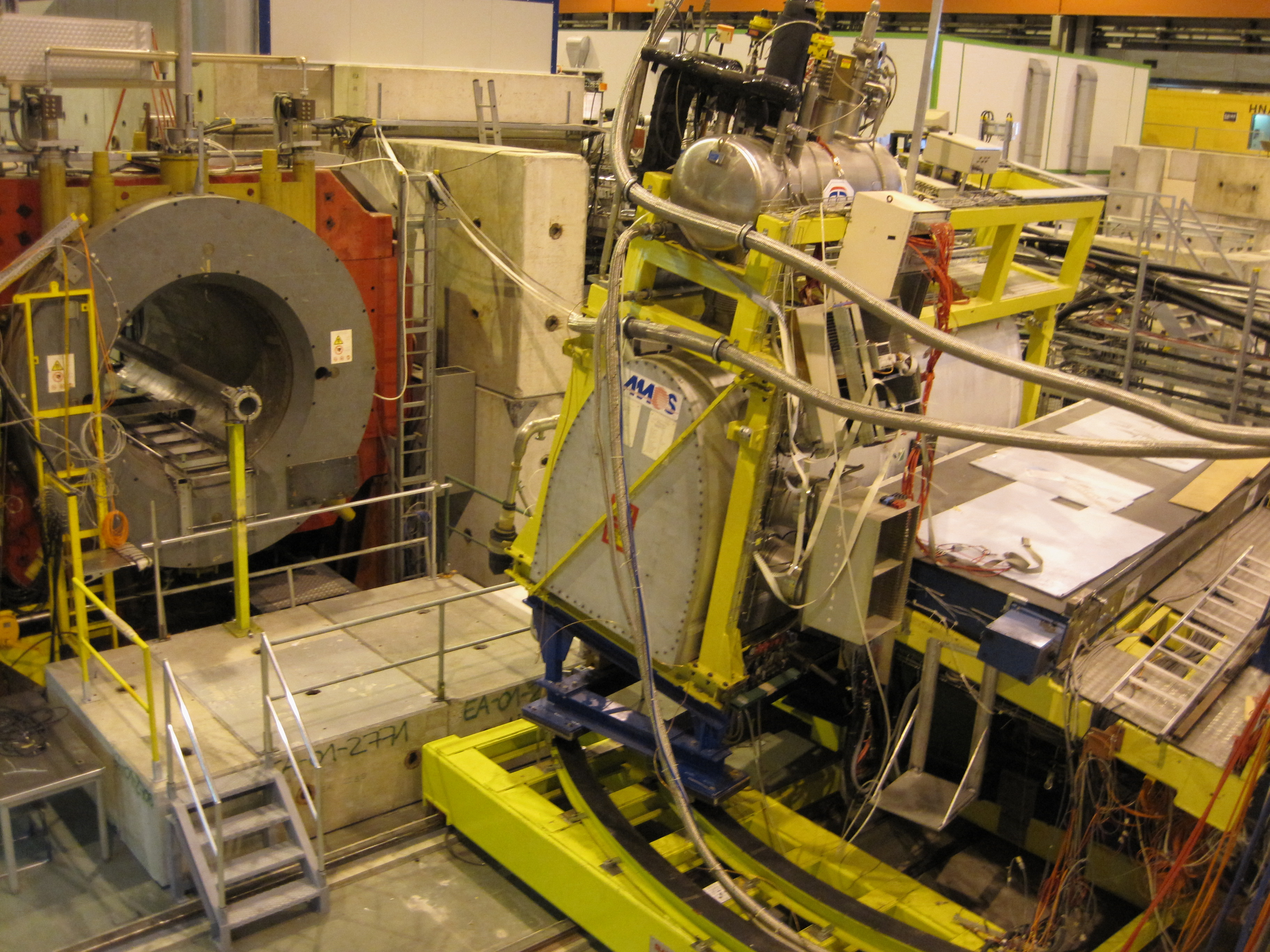
Test svazků na urychlovači. Na fotografii jsou pozitrony o energii 20 GeV používány ke kalibraci Alpha Magnetic Spectrometer.

SPS byl používán k urychlování protonů a antiprotonů, elektronů a pozitronů (jako injektor pro Velký elektron–pozitronový urychlovač (LEP)), a těžkých iontů.
Od roku 1981 do roku 1984 byl Super Proton Synchrotron provozován jako hadronový (přesněji řečeno proton–antiprotonový) urychlovač (jako takový byl nazýván Sp,p,S). Na urychlovači běžely experimenty UA1 a UA2, které vyústily v objev W a Z bosonů. Tyto objevy a nová technika pro chlazení částic vedla k udělení Nobelovy ceny Carlo Rubbiovi a Simonu van der Meerovi v roce 1984.

## Aktuální operace
SPS je nyní používán jako finální injektor pro vysoce intenzivní paprsky protonů na Velkém hadronovém urychlovači (LHC), který začal předběžné operace 10. září 2008. Super Proton Synchrotron urychluje protony pro LHC z 26 GeV na 450 GeV. LHC je pak urychluje na několik teraelektronvoltů (TeV).
Tím, že urychlovač stále funguje jako injektor je umožněno pokračování výzkumného programu, kde je Super Proton Synchrotron použit k přípravě 400 GeV paprsků protonů pro početné aktivní experimenty s pevnými cíli, zejména COMPASS, NA61/SHINE a NA62. Urychlovač je také používán CNGS experimentem k produkci neutrinových toků, které jsou následně detekovány v Laboratori Nazionali del Gran Sasso v Itálii vzdálené od Super Proton Synchrotronu 730 km.
Super Proton Synchrotron sloužil jako testovací objekt pro nové koncepty ve fyzice urychlovačů. V roce 1999 sloužil jako observatoř pro efekt elektronového oblaku. V roce 2004 byly na urychlovači prováděny pokusy se zrušením škodlivých účinků srážek paprsků (jako těch v LHC).

## Hlavní objevy
Hlavní vědecké objevy provedené na experimentech, které byly umístěny na Super Proton Synchrotronu patří následující.
- 1983: Objev W a Z bosonů v UA1 a UA2 experimentech.[7] V roce 1984 za tento objev získali Carlo Rubbia a Simon van der Meer Nobelovu cenu za fyziku.
- 1999: Objev přímého narušení CP symetrie na NA48 experimentu.[8]

## Vylepšení pro High Luminosity LHC
Velký hadronový urychlovač bude vyžadovat vylepšení, které podstatně zvýší jeho luminositu, někdy ve 20. letech 21. století. To bude vyžadovat vylepšení celého řetězce injektorů včetně Super Proton Synchrotronu.
SPS bude muset být schopen zvládnout mnohem vyšší intenzitu paprsku. Jedno zlepšení v minulosti již proběhlo, tehdy byla zvýšena maximální energie na 1 TeV. Nicméně extrakce energie bude udržovat nadále na 450 GeV, zatímco ostatní systémy budou inovovány. Urychlovací systém bude upraven tak, aby zvládnul vyšší napětí potřebné k urychlení vyšší intenzity paprsku. Paprsek dumpingového systému bude také vylepšen, takže bude moci přijmout vyšší intenzitu paprsku, aniž by utrpěl vážné škody.